# Jonas August Pettersson
Jonas August Pettersson, född 27 november 1863 i Tolgs församling, död där 30 juli 1951, var en svensk folkmusiker. Han deltog i Spelmanstävlingen i Växjö 1913.

## Upptecknade låtar
År 1917 upptecknade Axel Boberg och Olof Andersson följande låtar av Pettersson.
- Polska i G-dur efter mors morfar
- Polska i G-dur
- Polska i D-dur efter morfar
- Polska "Inte sörjer jag för mina barn är små" efter modern
- Stenbockens vals
- Vals
- Anglais
- Marsch
- Visa "Ack kära Maria du minns väl en gång" efter modern
- Polska "Ge den gubben lite stekta rovor" efter riksdagsmannen M. N. Johansson, Tolg
- Polska i C-dur